# Silent Hill (Computerspiel)
Silent Hill ist ein Survival-Horror-Computerspiel, das von Konami Computer Entertainment Tokyo entwickelt und von Konami veröffentlicht wurde. Das Spiel erschien zunächst in Nordamerika am 31. Januar 1999 für die PlayStation. Es ist das erste Spiel der Silent-Hill-Reihe.

## Handlung
Harry ist ein seit vier Jahren verwitweter Schriftsteller, fährt gemeinsam mit seiner siebenjährigen Tochter Cheryl in den Urlaub, den beide auf Wunsch von Cheryl in der Kleinstadt Silent Hill verbringen wollen. Während der nächtlichen Fahrt schreckt er auf, da plötzlich ein junges Mädchen die Straße zu überqueren scheint. Er versucht auszuweichen und fährt in einen Graben, woraufhin er sein Bewusstsein verliert. Als er wieder aufwacht, ist Cheryl spurlos verschwunden. Daraufhin begibt sich Harry in das nahegelegene Silent Hill, um dort nach ihr zu suchen. Als er die Stadt erreicht, stellt er fest, dass diese in Nebel gehüllt ist und dass Monster umherlaufen. Aus Harrys verzweifelter Suche nach seiner verschollenen Tochter wird ein Abenteuer in einer Welt, in der Realität und Traum zu verschwimmen scheinen.

## Spielprinzip
In Silent Hill gibt es fünf Enden. Welches dieser Enden der Spieler erlebt, hängt von einigen Handlungen im späteren Verlauf des Spiels ab, bei denen man sich zwischen zwei oder mehr Optionen entscheiden muss. Somit kann es zum Beispiel passieren, dass man Masons Tochter nicht rettet oder auch selbst stirbt. Eines der Enden kann man nur erreichen, wenn man das Spiel in einem zusätzlichen Modus erneut durchspielt.

## Produktion
In der japanischen und europäischen Version wurden kleinere Änderungen am Spiel vorgenommen. In der Schule findet man nicht wie in der US-amerikanischen Fassung kleine Monster, die an Kinder erinnern, sondern kopflose Monster mit großen Krallen. Außerdem fehlt in der US-Version ein Brief, welcher Aspekte der Handlung erläutert und der in der japanischen und europäischen Version vorhanden ist.

## Neuauflage
Am 12. Juni 2025 gab Konami bekannt, dass sich eine Neuauflage des Spiels in Entwicklung befindet. Das Remake wird von dem polnischen Studio Bloober Team entwickelt, das bereits für das Remake von Silent Hill 2 verantwortlich war.

## Altersfreigabe
Als Silent Hill 1999 für die PlayStation 1 veröffentlicht wurde, hatte das Spiel eine USK Freigabe „Nicht geeignet unter 18 Jahren“ erhalten. Bis zur Novellierung des Jugendschutzgesetzes im Jahre 2003 war diese Angabe jedoch nicht rechtlich bindend. Nach dessen Novellierung hatte das Spiel eine „USK Freigabe ab 18 Jahren.“
Als Spiel das im deutschen PlayStation Store, einem Webshop für die PlayStation 3, als downloadbarer „PSone-Classic“-Titel veröffentlicht werden sollte, wurde das Spiel der USK zur Prüfung vorgelegt. Das Spiel wurde am 11. Februar 2009 geprüft und bekam eine Freigabe ab 16 Jahren und konnte somit im deutschen PlayStation Store veröffentlicht werden. Veröffentlicht wurde das Spiel aber erst Ende 2011. Bei einer Freigabe ab 18 Jahren hätte das Spiel im deutschen „PlayStation Store“ nicht veröffentlicht werden können.
Bei der „PSone-Classic“-Version von Silent Hill handelt es sich im Grunde genommen um eine digitale Version der PlayStation-1-Fassung. „PSone-Classic“-Titel spielen sich auf der PS3 genauso wie auf einer echten PS1. Ermöglicht wurde dies durch die Abwärtskompatibilität der PlayStation 3 zur PS1.

## Rezeption
Das Spiel erhielt laut Metacritic „positive Kritiken“. Silent Hill wurde mit der Resident-Evil-Reihe von Survival-Horror-Videospielen verglichen. Bobba Fatt des US-Magazins GamePro bezeichnete Silent Hill als „schamlosen, aber raffinierten Resident-Evil-Klon“. Edge beschrieb das Spiel als „einen nahezu perfekten Albtraum“. 2000 listete IGN das Spiel auf Platz 14 zu ihren Top 100 der PlayStation-1-Spiele. 2005 listete GameSpy das Spiel zu ihren 15 der besten PlayStation-1-Spiele.
Allgemein wird der Teil als „durchgehend bedrohlich“ und als „Herausragend gutes Spiel“ von den „Machern der Angst“ beschrieben.